# Temporada de tifones del Pacífico de 2025
La temporada de tifones del Pacífico de 2025 es un evento actual en el cual ciclones tropicales se forman en el océano Pacífico noroccidental. La temporada estuvo activa durante 2025, con mayor incidencia entre mayo y octubre. La primera tormenta nombrada de la temporada, Wutip, se desarrolló el 11 de junio, convirtiéndose en la quinta temporada más tardía en producir una tormenta nombrada.
El enfoque de este artículo está limitado para el océano Pacífico al norte del ecuador entre el meridiano 100° este y el meridiano 180°. Dentro del océano Pacífico noroccidental, hay dos agencias quienes de forma separada asignan nombres a los ciclones tropicales de los cuales resultan en un ciclón con dos nombres. La Agencia Meteorológica de Japón nombra un ciclón tropical en el que se basarían en la velocidad de vientos sostenidos en 10 minutos de al menos 65 km/h, en cualquier área de la cuenca. Mientras que el Servicio de Administración Atmosférica, Geofísica y Astronómica de Filipinas (PAGASA) asigna nombres a los ciclones tropicales los cuales se mueven dentro o forma de una depresión tropical en el área de responsabilidad localizados entre 135° E y 115° E y también entre 5°-25° N, sí el ciclón haya tenido un nombre asignado por la Agencia Meteorológica de Japón. Las depresiones tropicales, que son monitoreadas por el Centro Conjunto de Advertencia de Tifones de Estados Unidos, son numerados agregándoles el sufijo "W".

## Pronósticos
| Pronósticos (TSR)     | Tormentas nmbradas   | Tifones             | Ciclones tropicales intensas | ACE                     | Ref.  |
| --------------------- | -------------------- | ------------------- | ---------------------------- | ----------------------- | ----- |
| Promedio (1991–2020)  | 25                   | 16                  | 9                            | 301                     | [ 4 ] |
| 7 de mayo de 2025     | 25                   | 15                  | 8                            | 265                     |       |
| Otras pronósticos     | Centro de pronóstico | Periodo             | Sistemas                     | Sistemas                |       |
| 23 de enero de 2025   | PAGASA               | Enero–marzo         | 0–3 ciclones tropicales      | 0–3 ciclones tropicales | [ 5 ] |
| 23 de enero de 2025   | PAGASA               | Abril–junio         | 2–5 ciclones tropicales      | 2–5 ciclones tropicales | [ 5 ] |
| Temporada 2025        | Pronóstico central   | Ciclones tropicales | Tormentas tropicales         | Tifones                 | Ref.  |
| Actividad registrada: | JMA                  | 2                   | 1                            | 0                       |       |
| Actividad registrada: | JTWC                 | 1                   | 0                            | 0                       |       |
| Actividad registrada: | PAGASA               | 0                   | 0                            | 0                       |       |

A lo largo del año, varios servicios meteorológicos nacionales y agencias científicas pronostican la cantidad de ciclones tropicales, tormentas tropicales y tifones que se formarán durante una temporada o la cantidad de ciclones tropicales que afectarán a un país en particular. Entre estas agencias se incluyen el Consorcio de Riesgo de Tormentas Tropicales (TSR) del University College de Londres, PAGASA, el Centro Nacional de Pronóstico Hidrometeorológico de Vietnam y la Administración Meteorológica Central de Taiwán.

## Resumen de la temporada

### Actividad de principios de temporada
La temporada de tifones en el Pacífico comenzó el 11 de febrero, cuando la Agencia Meteorológica de Japón (JMA) detectó la formación de una depresión tropical al suroeste de Kalayaan, Palawan. Posteriormente, el Centro Conjunto de Advertencia de Tifones (JTWC) siguió el ejemplo y comenzó a rastrearla, alegando condiciones desfavorables para su desarrollo y temperaturas superficiales del mar (TSM) marginales de 26 °C (79 °F). Como resultado, la Agencia Meteorológica de Japón (JMA) continuó rastreando la depresión hasta que se disipó el 15 de junio. Aunque se regeneró al día siguiente, la Agencia Meteorológica de Japón (JMA) continuó rastreándola hasta el 17 de febrero. Tras tres meses de inactividad, la actividad se reanudó el 11 de junio, cuando se formó una perturbación tropical en el mar de Filipinas el 4 de junio. Tras cruzar Luzón, la Agencia Meteorológica de Japón (JMA) informó que se convirtió en depresión tropical sobre el mar de China Meridional el 9 de junio. Horas después, el JTWC la designó como 01W a medida que el sistema continuaba formando más cimas de nubes. La depresión se convirtió posteriormente en tormenta tropical Wutip el 11 de junio, convirtiéndose en la tercera tormenta nombrada más reciente en la cuenca del Pacífico occidental. También puso fin a 169 días (del 25 de diciembre de 2024 al 11 de junio de 2025) sin tormentas nombradas activas en la cuenca. Wutip emergió posteriormente gracias a condiciones favorables, donde se intensificó hasta convertirse en una tormenta tropical severa a las 18:00 UTC del 12 de junio. Al día siguiente, Wutip viró hacia el noreste, pasando sobre el extremo occidental de la isla de Hainan, y tocó tierra cerca de la ciudad de Dongfang alrededor de las 11:00 p. m. CST (19:00 UTC) de ese día, antes de reaparecer sobre el golfo de Tonkín poco después. El 14 de junio, el Centro Conjunto de Advertencia de Tifones (JTWC) informó que Wutip se intensificó rápidamente hasta convertirse en un tifón mínimo, con vientos sostenidos de 120 km/h (75 mph) de 1 minuto. Wutip tocaría tierra por segunda vez sobre la ciudad de Leizhou, en la provincia de Guangdong, alrededor de las 12:30 CST (04:30 UTC). Tras tocar tierra, la tormenta se debilitó hasta alcanzar la categoría de tormenta tropical, ya que las imágenes satelitales mostraron que la formación del ojo se había rellenado, lo que llevó al Centro Conjunto de Advertencia de Tifones (JTWC) a suspender las alertas a las 09:00 UTC de ese día.
Otra zona de baja presión se formó al este de Filipinas el 11 de junio. Al día siguiente, PAGASA anunció que se había intensificado hasta convertirse en depresión tropical, a la que la agencia denominó Auring. Auring cruzó Taiwán antes de degradarse a un remanente de baja presión. La Agencia Meteorológica de Japón (JMA) continuó rastreando a Auring antes de su último registro el 14 de junio sobre China. El 21 de junio, se formó una depresión tropical cerca de las Islas Marianas del Norte. Al día siguiente, el JTWC la designó como 02W. El 23 de junio, la depresión se intensificó hasta alcanzar la categoría de tormenta tropical, a la que la Agencia Meteorológica de Japón (JMA) denominó Sepat. Sin embargo, la actividad convectiva de Sepat disminuyó significativamente a medida que se acercaba a Japón, lo que provocó que se debilitara de nuevo hasta convertirse en depresión tropical.

## Ciclones tropicales

### Tormenta tropical severa Wutip
El 4 de junio de 2025, el Centro Conjunto de Advertencia de Tifones (JTWC) designó una perturbación tropical en el mar de Filipinas como Invest 92W. Al día siguiente, la Agencia Meteorológica de Japón (JMA) observó que se había convertido en una zona de baja presión. Después de cruzar Luzón, la Agencia Meteorológica de Japón (JMA) señaló que el sistema se convirtió en una depresión tropical sobre el Mar de China Meridional el 9 de junio. Viajando al sur de las Islas Paracel a las 06:00 UTC del 10 de junio, tres horas más tarde, el Centro Conjunto de Advertencia de Tifones (JTWC) emitió una Alerta de Formación de Ciclón Tropical sobre la depresión, actualizándola a depresión tropical 01W más tarde ese día, mientras se desplazaba hacia el oesnoroeste a lo largo de la periferia suroeste de un anticiclón subtropical de nivel medio. Al día siguiente, la depresión se intensificó hasta convertirse en tormenta tropical y la Agencia Meteorológica de Japón (JMA) la denominó Wutip, ya que las imágenes satelitales mostraron un pequeño centro de circulación de bajo nivel completamente expuesto, con convección comenzando a desarrollarse una vez más cerca del centro. Posteriormente, se encontraba bajo un ambiente favorable influenciado por la temperatura superficial del mar, y a pesar de su estructura limitada, eran visibles bandas de nubes de nivel bajo rodeando la circulación.El Centro Conjunto de Advertencia de Tifones (JTWC) hizo lo mismo más tarde a las 21:00 UTC de ese día, después de que se hubiera desarrollado una convección profunda sobre el centro de circulación de bajo nivel. La Agencia Meteorológica de Japón (JMA) elevó el sistema a tormenta tropical severa a las 18:00 UTC del 12 de junio, después de que su convección persistente se alineara más de cerca con el centro de circulación y sus cimas de nubes se calentaran a -116 °F (-82 °C), mientras se movía hacia el oeste a lo largo de la periferia suroeste de un alto subtropical de nivel medio. Más tarde, a medida que Wutip se acercaba al eje de la dorsal subtropical, se curvó hacia el noreste, pasó brevemente sobre la zona más occidental de la isla de Hainan y tocó tierra por primera vez cerca de la ciudad de Dongfang alrededor de las 23:00 CST (15:00 UTC) del 13 de junio, antes de resurgir sobre el Golfo de Tonkín poco después. El 14 de junio, el Centro Conjunto de Advertencia de Tifones (JTWC) informó que Wutip se había intensificado rápidamente hasta convertirse en un tifón mínimo, aunque la convección profunda había colapsado en gran medida. Más tarde ese día, Wutip tocó tierra por segunda vez cerca de la ciudad de Leizhou en la provincia de Guangdong alrededor de las 12:30 CST (04:30 UTC). Después de tocar tierra, se debilitó a una tormenta tropical mínima, y las imágenes satelitales indicaron que su ojo se había llenado.
El precursor de Wutip, junto con el monzón del suroeste, también provocó un flujo de lahar cerca del volcán Kanlaon. Las partes central y sur de Luzón experimentaron fuertes lluvias debido al precursor de Wutip, que también trajo lluvias a las Visayas centrales y orientales. Debido al impacto combinado del precursor de Wutip y el monzón del suroeste, un total de 16.530 personas se vieron afectadas y 617.168 fueron desplazadas de sus hogares en Filipinas, según el Consejo Nacional para la Reducción y Gestión del Riesgo de Desastres. Además, una ciudad sufrió cortes de electricidad y 151 viviendas resultaron dañadas.  En Vietnam, Wutip provocó fuertes lluvias e inundaciones en Huế, lo que llevó a las autoridades a instar a los residentes a tomar precauciones.

### Depresión tropical Auring
El 11 de junio de 2025, la JMA anunció que se había desarrollado una depresión tropical al este de Filipinas. Ese mismo día, PAGASA comenzó a monitorear la perturbación como un área de baja presión mientras todavía estaba dentro del área de responsabilidad de Filipinas (PAR). Al día siguiente, se había intensificado hasta convertirse en una depresión tropical y PAGASA la bautizó como Auring. PAGASA informó que Auring tocó tierra en Taiwán y luego se debilitó hasta convertirse en un bajo remanente debido a los efectos de fricción de su llegada a tierra. La agencia emitió su aviso final cuando el sistema salió del PAR, mientras que la JMA continuó monitoreándolo hasta su última observación el 13 de junio.
El 12 de junio, la Administración Meteorológica Central de Taiwán emitió una advertencia de fuertes lluvias para los condados de Yilan, Hualien, Taitung y Pingtung. Se registraron fuertes lluvias en el distrito de Daliao, con 205,5 milímetros (8,1 pulgadas) registrados. Al menos una persona murió y otras cuatro resultaron heridas debido a la tormenta. En China, la depresión trajo humedad hacia el norte a lo largo del borde del anticiclón del Pacífico, lo que resultó en precipitaciones significativas en Zhejiang y Shanghai, con 52,9 milímetros (2,1 plg) registrados en Shanyang. En las Filipinas, Auring provocó lluvias moderadas a fuertes y tormentas eléctricas en las provincias de Batanes y Cagayán.

### Tormenta tropical Sepat
Una depresión tropical se formó al norte de las Islas Marianas del Norte el 21 de junio. Tal como se desarrolló, el JTWC lo designó como "02W" al día siguiente. El sistema se situó en una zona de cizalladura del viento de baja a moderada cerca de la vaguada tropical de la troposfera superior, lo que limitó la salida. A pesar de ello, el ciclón se intensificó hasta convertirse en tormenta tropical el 23 de junio, recibiendo el nombre de Sepat. Sin embargo, la actividad convectiva de Sepat disminuyó significativamente a medida que se acercaba a Japón, y el JTWC evaluó que Sepat se había debilitado a depresión tropical más tarde ese día.

### Depresión tropical 03W
El 24 de junio, la JMA anunció el desarrollo de una depresión tropical al oeste de Filipinas. Al día siguiente, debido al aumento de la actividad convectiva, el JTWC designó el sistema como depresión tropical "03W".
Las fuertes lluvias también azotaron el noreste de Vietnam, provocando un deslizamiento de tierra en Yên Bái que destruyó una casa y mató a una persona que se encontraba en su interior.

### Otras sistemas

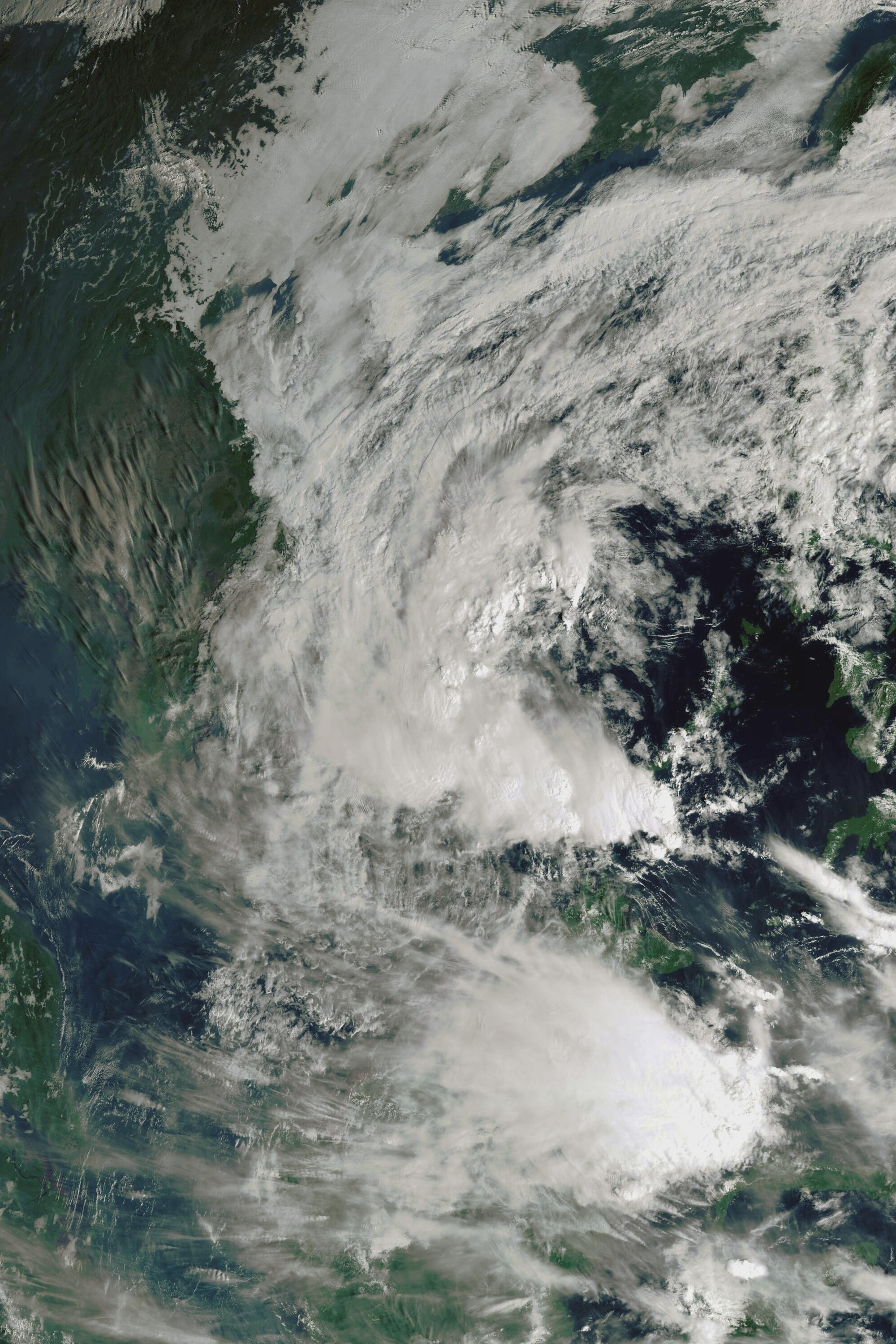
DT JMA 01

- El 11 de febrero de 2025, la Agencia Meteorológica de Japón (JMA) señaló que se había formado una depresión tropical al oeste de Filipinas.[32] Al día siguiente, el Centro Conjunto de Alerta de Tifones (JTWC) comenzó a rastrear el sistema a unas 267 millas náuticas (494 km) al oesnoroeste de las Islas Spratly, observando que se encontraba en un entorno desfavorable para el desarrollo, con una cizalladura del viento significativa de 25 a 30 mph (35 a 45 km/h) y temperaturas superficiales del mar (TSM) marginales de 26 °C (79 °F). Como resultado, el JTWC dejó de rastrear el sistema al día siguiente, notando que se había disipado. La JMA siguió rastreando la depresión hasta que se disipó el 15 de febrero, sin embargo, se regeneró al día siguiente.[33][34]
  - Junto con una vaguada que atravesó Vietnam, las lluvias de la depresión provocaron que varias regiones del sureste del país batieran récords de lluvias fuera de temporada para el mes de febrero, y en Ho Chi Minh se registraron las precipitaciones más intensas de los últimos 20 años. En la ciudad de Long Thanh se registraron 175 mm.[35] Algunas localidades, como Nhà Bè, registraron las mayores precipitaciones de los últimos 41 años.[36] En la isla Hon Doc, las precipitaciones alcanzaron 128,2 mm (5,05 pulgadas) en la madrugada del 16 de febrero, la cifra más alta registrada en la región suroeste.[37] Además, Puerto Princesa y otras partes de Palawan sufrieron graves inundaciones debido a las lluvias del sistema, una línea de cizalladura y la zona de convergencia intertropical.

## Nombres de los ciclones tropicales
En el Océano Pacífico Noroeste, tanto la Agencia Meteorológica de Japón (JMA) como la Administración de Servicios Atmosféricos, Geofísicos y Astronómicos de Filipinas (PAGASA) asignan nombres a los ciclones tropicales que se desarrollan en el Pacífico Occidental, lo que puede dar lugar a que un ciclón tropical tenga dos nombres. El Centro de Tifones del RSMC de Tokio de la Agencia Meteorológica de Japón asigna nombres internacionales a los ciclones tropicales en nombre del Comité de Tifones de la Organización Meteorológica Mundial, en caso de que se considere que tienen vientos sostenidos de 65 km/h (40 mph) durante 10 minutos. Nombres PAGASA a los ciclones tropicales que se desplazan o se forman como depresión tropical en su área de responsabilidad ubicada entre 135°E y 115°E y entre 5°N y 25°N, incluso si al ciclón se le ha asignado un nombre internacional. Los nombres de ciclones tropicales significativos han sido retirados tanto por PAGASA como por el Comité de Tifones. En caso de que se agote la lista de nombres de la región de Filipinas, se tomarán los nombres de una lista auxiliar, de la que se publicarán los primeros diez cada temporada. Los nombres no utilizados están marcados en gris. Tanto PAGASA como el Comité de Tifones retirarán los nombres de los ciclones tropicales importantes en la primavera de 2025.

### Nombres internacionales
Se denomina ciclón tropical al que presenta vientos sostenidos de 65 km/h (40 mph) durante 10 minutos. La JMA seleccionó los nombres de una lista de 140 nombres, que había sido desarrollada por los 14 países y territorios miembros del Comité de Tifones de la ESCAP/OMM. La OMM anunciará los nombres retirados, si los hubiera, en 2026, aunque los nombres de reemplazo se anunciarán en 2027. Los siguientes 28 nombres de la lista de nombres se enumeran aquí junto con su designación numérica internacional, si se utilizan. Todos los nombres de la lista son los mismos, excepto Co-May, Nongfa, Ragasa, Koto y Nokaen, que reemplazaron a Lekima, Faxai, Hagibis, Kammuri y Phanfone respectivamente después de la temporada de 2019.
| - Wutip (2501) - Sepat (2502) - Mun (sin usar) - Danas (sin usar) - Nari (sin usar) - Wipha (sin usar) - Francisco (sin usar) | - Co-May (sin usar) - Krosa (sin usar) - Bailu (sin usar) - Podul (sin usar) - Lingling (sin usar) - Kajiki (sin usar) - Nongfa (sin usar) | - Peipah (sin usar) - Tapah (sin usar) - Mitag (sin usar) - Ragasa (sin usar) - Neoguri (sin usar) - Bualoi (sin usar) - Matmo (sin usar) | - Halong (sin usar) - Nakri (sin usar) - Fengshen (sin usar) - Kalmaegi (sin usar) - Fung-wong (sin usar) - Koto (sin usar) - Nokaen (sin usar) |

### Filipinas
Esta temporada, PAGASA utilizará su propio esquema de nombres para las tormentas que se desarrollen o entren en su área de responsabilidad autodefinida. Durante esta temporada, PAGASA está utilizando la siguiente lista de nombres, que se utilizó por última vez durante 2025 y se utilizará nuevamente en 2029, actualizada con reemplazos de nombres retirados, si los hubiera. Todos los nombres son los mismos que en 2021 excepto Jacinto, Mirasol y Opong, que reemplazaron los nombres Jolina, Maring y Odette después de que se retiraron.
| - Auring (sin usar) - Bising (sin usar) - Crising (sin usar) - Dante (sin usar) - Emong (sin usar) | - Fabián (sin usar) - Gorio (sin usar) - Huaning (sin usar) - Isang (sin usar) - Jacinto (sin usar) | - Kiko (sin usar) - Lannie (sin usar) - Mirasol (sin usar) - Nando (sin usar) - Opong (sin usar) | - Paolo (sin usar) - Quedán (sin usar) - Ramil (sin usar) - Salomé (sin usar) - Tino (sin usar) | - Uwán (sin usar) - Verbena (sin usar) - Wilma (sin usar) - Yasmin (sin usar) - Zoraida (sin usar) |

| - Alamid (sin usar) - Bruno (sin usar) | - Conching (sin usar) - Dolor (sin usar) | - Ernie (sin usar) - Florante (sin usar) | - Gerardo (sin usar) - Hernán (sin usar) | - Isko (sin usar) - Jeromé (sin usar) |